# 永末書店
株式会社永末書店（ながすえしょてん）は、歯学系分野を専門とする出版社である。1948年に永末英一が妻の実家である松風陶歯の書籍部門として設立、1962年に株式会社となる。歯学部学生などに向けた教科書を中心として出版を続けてきたが、現在の体制となり臨床医・歯科衛生士・歯科技工士向けの書籍の割合も増加するようになった。

## 雑誌
- ZERO